# Transketolase-like-1
Transketolase-like-1 (TKTL1) es un gen estrechamente relacionado con el gen de la transketolasa (TKT). Surgió en los mamíferos en el curso de la evolución y, según los últimos resultados de la investigación, se considera uno de los genes clave que distingue a los humanos modernos (Homo sapiens) de los neandertales.
Las proteínas formadas por los dos genes de la transketolasa forman un heterodímero (TKTL1-TKT). Una vez exprimida, la proteína TKTL1 desplaza a una proteína TKT del homodímero TKT-TKT, dando lugar a la formación de un heterodímero TKTL1-TKT. Este heterodímero es enzimáticamente muy diferente del homodímero de la transketolasa (TKT-TKT), ya que el heterodímero conduce a un aumento significativo de la ribosa-5-fosfato en las células. TKTL1 también permite la formación de acetil-CoA, un importante bloque de construcción para la síntesis de lípidos y esteroides. El gen TKTL1 fue descubierto a principios de los años 90 por Johannes F. Coy como miembro del proyecto de investigación de Análisis del Genoma Molecular en el DKFZ de Heidelberg, que se publicó por primera vez en 1996.

## Tareas
Los componentes básicos ribosa-5-fosfato y acetil-CoA formados por TKTL1 proporcionan elementos esenciales para la formación de nuevas células. TKTL1 regula el ciclo celular y permite que se lleve a cabo proporcionando el componente básico ribosa, necesario para la síntesis de ADN. La formación de ribosa también proporciona el componente básico para reparar los daños en el ADN, de modo que la activación de TKTL1 permite a las células cancerosas reparar mejor los daños en el ADN causados por la quimioterapia o la radioterapia y, por tanto, hacerse resistentes a estas terapias.
TKTL1 también permite la supervivencia en ausencia de oxígeno (hipoxia). Este sistema de protección se activa, por ejemplo, en caso de rotura de un vaso sanguíneo y de la consiguiente falta de oxígeno. TKTL1 controla este programa de hipoxia, que permite a la célula sobrevivir sin oxígeno, mediante la fermentación de la glucosa en ácido láctico. El ácido formado permite la degradación de la matriz y la remodelación del tejido a base de ácido, así como la inhibición de las células inmunitarias que eliminan las células tumorales. Al mismo tiempo, TKTL1 y el ácido láctico controlan la formación de nuevos vasos sanguíneos, reoxigenando así el tejido sano o un tumor.

## Significado
Los autores de un estudio histórico publicado en Nature Communications en 2019 pudieron demostrar que el ciclo celular se controla de forma diferente a lo que se suponía. La visión anterior suponía que el consumo de ribosa-5-fosfato que comienza con el inicio del ciclo celular desencadena la correspondiente posproducción para que la duplicación celular deseada pueda llevarse a cabo (teoría del tirón: "el consumo desencadena la producción"). 
Los nuevos datos demuestran que TKTL1 se expresa primero, seguido de la formación del heterodímero de TKTL1-TKT, que aumenta significativamente la concentración de ribosa-5-fosfato, desencadenando así el ciclo celular. El aumento de la concentración de ribosa-5-fosfato, mediado por TKTL1, empuja a la célula hacia el ciclo celular (efecto de empuje). 
Por un lado, este metabolismo constituye la base para la nueva formación de células sanas, pero por otro lado, también conduce a la nueva formación de células no deseadas, como las cancerosas. TKTL1 desempeña un papel decisivo en la malignidad de las células cancerosas, sin importar el tipo de cáncer. Tanto la tasa de proliferación como la capacidad de diseminarse en el cuerpo y formar metástasis dependen de TKTL1. Además, TKTL1 también media en la protección de las células cancerosas contra los ataques del propio sistema inmunitario del organismo, por ejemplo, bloqueando las células asesinas a través del ácido láctico formado (detención del ácido) e impidiendo así que lleguen a las células cancerosas y las eliminen Adicionalmente, TKTL1 suprime también sistemáticamente el sistema inmunitario, de modo que los tumores ya no son eliminados por el sistema inmunitario.
Un equipo de investigación de la ciudad de Dresde dirigido por el Premio Nobel de Medicina Svante Pääbo y Wieland B. Huttner lograron en 2022 demostrar que los humanos modernos producen más neuronas en el lóbulo frontal durante el desarrollo del cerebro que los neandertales, debido a un cambio en un solo aminoácido de la proteína TKTL1.
En 2012, Svante Pääbo et al. realizaron un estudio para investigar cómo la expresión de los genes en el cerebro de los animales domesticados difiere de la de los animales salvajes. Entre otras cosas, los investigadores descubrieron que TKTL1 es el gen con la diferencia de expresión más significativa entre perros domesticados y lobos salvajes: la activación del gen es 47 veces mayor en perros que en lobos.

## Diagnóstico de cáncer
Dado que todas las formas de cáncer se benefician de los factores de malignidad mediados por TKTL1, como el aumento de la proliferación, el crecimiento independiente del oxígeno, la invasión/metástasis y la supresión del sistema inmunitario, la detección de la proteína TKTL1 ofrece la posibilidad de detectar el cáncer o las lesiones premalignas (lesiones precancerosas) mediante una muestra de sangre. 
En un estudio publicado en 2020 por la Universidad de Tubinga, se realizó la detección de TKTL1 y otra proteína (DNaseX/Apo10) en los fagocitos en la sangre y se demostró que puede utilizarse para detectar el cáncer colorrectal, el cáncer de vías biliares y el cáncer de páncreas de forma excelente y mejor que con los métodos de prueba convencionales (marcadores tumorales).   
En un estudio realizado en 2022 bajo la dirección del Hospital Universitario de Eppendorf, se determinaron las proteínas TKTL1 y DNaseX/Apo10 a partir de la sangre de más de 5.000 sujetos de prueba considerados sanos y con edades comprendidas entre los 50 y los 70 años (Burg et al., 2022). En el 82 % de los sujetos con resultados anormales en los análisis de sangre, que fueron examinados posteriormente con métodos de imagen como la resonancia magnética y la PET/TC, fue posible detectar un cáncer que había sido indetectable, asintomático o precanceroso hasta el momento del estudio. 
Estudios realizados en la Universidad de Tubinga sobre la detección del cáncer (rabdomiosarcoma y neuroblastoma) en bebés, niños y adultos jóvenes pudieron demostrar que la detección de TKTL1 y de otra proteína (DNasaX/Apo10) en las células de barrido de la sangre permite detectar de forma muy sensible y específica la presencia de estos dos tipos de cáncer (Urla et al., 2022) Los resultados de este estudio sólo están disponibles en alemán. 

## Métodos de detección
Actualmente, existen tres métodos laboratoriales para la detección de TKTL1. Se trata de la determinación directa de TKTL1 a partir de la sangre, el examen inmunohistoquímico del tejido tumoral para la evaluación del riesgo, que actualmente se ofrece exclusivamente en el departamento de patología de Bad Berka en los países germanos, y la medición de TKTL1 en los macrófagos mediante la tecnología EDIM, que se aplica en la detección combinada de TKTL1 y DNaseX (apo10) en el análisis de sangre PanTum Detect. 

## Importancia clínica de TKTL1 en el ámbito del cáncer
La proteína TKTL1 se detectó por primera vez el año 2005 en células sanas y en células tumorales mediante inmunohistoquímica. Poco después, se demostró que la proteína TKTL1 aumentaba en los tumores en comparación con el tejido sano y se identificó a los pacientes con cáncer colorrectal y de vejiga que presentaban una muerte más rápida. Este estudio también discutió el papel de TKTL1 en la fermentación de la glucosa a ácido láctico a pesar de la presencia de oxígeno, que fue descrita por primera vez por el ganador del Premio Nobel Otto Heinrich Warburg y que denominó glucólisis aeróbica. El término de glucólisis aeróbica acuñado por Warburg, que creó para describir la fermentación anaeróbica pero realizada en condiciones aeróbicas, es decir, a pesar de la presencia de oxígeno, dio lugar a grandes malentendidos. En honor a Warburg, la fermentación de la glucosa en ácido láctico se denominó Efecto Warburg. En el estudio de Langbein et al. en 2006, se reinterpretó el Efecto Warburg y se discutió la importancia de este metabolismo de fermentación para el crecimiento destructivo invasivo y la metástasis de las células cancerosas. En un estudio posterior realizado por Langbein, se pudo demostrar el papel de TKTL1 y el cambio de la liberación de energía a la fermentación mediado por ella para la metástasis de los carcinomas renales. Aquí se pudo identificar la importancia clínica de la expresión de TKTL1 en los estadios tempranos de los tumores, ya que se detectaron tumores aparentemente bastante benignos (estadio T1) por TKTL1, que llevaron a la muerte de los pacientes de cáncer renal al poco tiempo. 
La importancia clínica de TKTL1 como marcador en los tumores para una muerte más rápida (mal pronóstico) de los pacientes con cáncer se ha podido demostrar en un gran número de estudios. Estudios en orden cronológico: 2006: Cáncer de vejiga y colorrectal, 2007: Cáncer de ovario, 2009: Nefroblastoma anaplásico pediátrico, 2011: Cáncer de recto, 2011: Cáncer de pulmón, 2012: Cáncer de ojo, 2013: Carcinoma de cavidad oral, 2015: Cáncer de esófago, 2015: Cáncer de estómago, 2018: Cáncer de pulmón, 2019: Cérvix infectado por el VPH, 2019: Cáncer de ovario, 2020: Cáncer colorrectal, 2021: Cáncer de hígado, 2021: Cáncer colorrectal. 

### Importancia de TKTL1 en otras áreas
Actualmente se está investigando la importancia, incluyendo la conexión con: 
- Formación de radicales, daños en el ADN y envejecimiento prematuro[43]
- La evolución del Homo sapiens[44] y su rendimiento cognitivo[45]
- Fertilidad masculina[46][47][48]

## Importancia bioquímica de TKTL1
El TKTL1 es un gen que surgió a partir del gen de la transketolasa de los vertebrados inferiores a través de la duplicación de genes en el curso de la evolución de los vertebrados y sufrió cambios decisivos durante su evolución Solo se da en los mamíferos Además de los genes de la transketolasa TKT y TKTL1, existe otro miembro de la familia de genes de la transketolasa en los mamíferos, el gen TKTL2. El gen TKTL2 surgió a través de la integración de un ARNm de TKTL1 en el genoma y, por lo tanto, a diferencia de los genes TKT y TKTL1, no presenta intrones. A diferencia de los genes TKT y TKTL1, aún no está claro si TKTL2 desempeña una función y cuál es. En comparación con la TKT y la TKTL2, la proteína TKTL1 tiene una deleción de 38 aminoácidos, que se debe a la no utilización del tercer exón. Esta deleción de 38 aminoácidos también incluye aminoácidos altamente conservados e invariables que están presentes en todas las transketolasas conocidas. Debido a la ausencia de estos aminoácidos, que normalmente están siempre presentes en las transketolasas, se dudó durante mucho tiempo de la funcionalidad de la proteína TKTL1. No fue hasta 2019 cuando se produjo un avance decisivo en el desciframiento de la función del gen TKTL1 al demostrar que este es capaz de desplazar una proteína TKT del homodímero de transketolasa TKT-TKT y formar un heterodímero TKTL1-TKT que tiene propiedades enzimáticas alteradas en comparación con el homodímero TKT-TKT Hasta ahora, las transketolasas son o se suponía que eran enzimas activas como homodímeros. La detección de los heterodímeros TKTL1-TKT y las propiedades enzimáticas alteradas asociadas son de gran importancia para los mamíferos, ya que las propiedades enzimáticas alteradas desencadenan la formación de nuevas células del organismo al aumentar la producción del azúcar ribosa y, por lo tanto, aumentar significativamente la concentración de ribosa en la célula. Dado que el azúcar ribosa y la desoxirribosa que se forma a partir de él son el bloque de construcción crucial para el ADN y el ARN, la creación del heterodímero TKTL1-TKT conduce a la formación del bloque de construcción de azúcar necesario para crear nuevo ADN y ARN para la duplicación de las células. TKTL1 controla la duplicación de las células (ciclo celular) y asegura que haya suficientes bloques de construcción para la duplicación de la célula. También se demostró en 2021 que la activación de la transketolasa también es utilizada por los virus, como el virus del SARS-CoV, para influir en el metabolismo de la célula infectada por el virus de tal manera que el bloque de construcción de azúcares ribosa para los nuevos virus se forma con mayor frecuencia y, por lo tanto, los virus se forman más rápidamente y a un ritmo mayor.
Además de la formación del bloque de construcción de azúcares ribosa, TKTL1 es capaz de formar acetil-CoA, otro bloque de construcción crucial para las nuevas células. El acetil-CoA es el bloque de construcción básico para la formación de compuestos ricos en energía como los ácidos grasos, los cuerpos cetónicos o el colesterol. La formación de acetil-CoA posible a través de la enzima TKTL1 representa una vía hasta ahora desconocida para la formación de acetil-CoA, que permite formar acetil-CoA incluso cuando la formación de acetil-CoA que funciona a través de la piruvato deshidrogenasa está desactivada. A diferencia de la formación de acetil-CoA mediada por la piruvato deshidrogenasa, con la ayuda de la TKTL1 no se lleva a cabo ninguna descarboxilación, por lo que la conversión del azúcar en grasa es posible sin la pérdida de átomos de carbono. Esto permite que una célula forme acetil-CoA de forma mucho más eficaz para formar nuevo material celular, como las membranas celulares.